# غابرييل بينالبا
غابرييل بينالبا (بالإسبانية: Gabriel Peñalba)‏ (مواليد 23 سبتمبر 1984 في كويلمس - الأرجنتين) لاعب كرة قدم أرجنتيني يلعب حاليا لصالح نادي الدرجة الأولى لوريان الفرنسي منذ 2009 في مركز الوسط المحوري .

## روابط خارجية
- غابرييل بينالبا على موقع قاعدة بيانات كرة القدم.إي يو (الإنجليزية)
- غابرييل بينالبا على موقع Soccerway.com (الإنجليزية)
- غابرييل بينالبا على موقع AS.com (الإسبانية)